# Dmitrij Sjtjerbatjov
Dmitrij Grigorjevitj Sjtjerbatjov (ryska: Дмитрий Григорьевич Щербачёв), född 18 februari (gamla stilen: 6 februari) 1857, död 18 januari 1932 i Nice, var en rysk militär. 
Sjtjerbatjov blev officer vid infanteriet 1876, generalstabsofficer och överste 1894, regementschef 1901, generalmajor 1903, chef för generalstabsakademien 1907, generallöjtnant 1908 och chef för nionde armékåren (Kiev) 1913. 
Under första världskriget förde Sjtjerbatjov 1914–15 sin armékår (i Volynien och Galizien), blev våren samma år general av infanteriet och chef för 11:e armén samt i december samma år chef för sjunde armén (båda i östra Galizien), med vilken senare han den 31 augusti till den 8 september 1916 besegrade den tyska sydarmén vid Złota Lipa. I maj 1917 blev han överbefälhavare för de ryska arméerna på rysk-rumänska fronten, vilket befäl han bibehöll till fredsslutet. Han ansågs vara en av den ryska härens mera framstående arméchefer.